# فئودور بوگدانوفسکی
فئودور بوگدانوفسکی (روسی: Фёдор Фёдорович Богдановский؛ ۱۶ آوریل ۱۹۳۰ – ۲ اکتبر ۲۰۱۴) وزنه‌بردار اهل اتحاد جماهیر شوروی سوسیالیستی بود.
وی در مسابقات کشوری و بین‌المللی در مجموع برندهٔ ۵ مدال طلا، ۵ مدال نقره شده‌است.